# Vincenzo Bianchini
Ne pas confondre avec Vincenzo Bianchini, mosaïste vénitien actif au XVIe siècle.
Pour les articles homonymes, voir Bianchini.
Vincenzo Bianchini, né le 29 novembre 1903 à Viterbe dans le Latium et mort en 2000 à Genève, est un médecin, un peintre, un sculpteur, un écrivain, un poète et un philosophe italien.

## Biographie

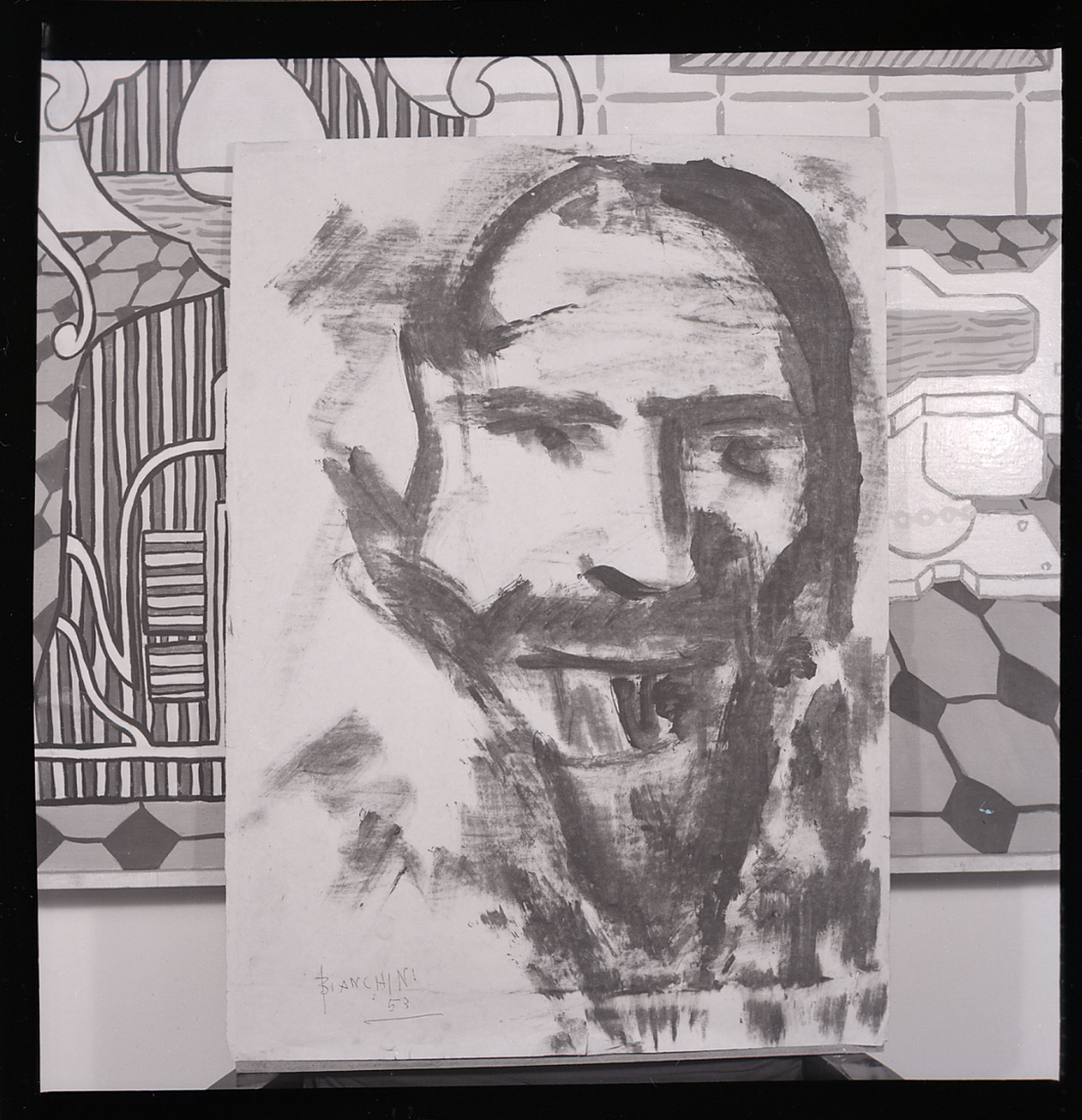
Iran, 1953. Photo par Paolo Monti (Fondo Paolo Monti, BEIC).

Après des études classiques et de musique à Viterbe, Vincenzo Bianchini s'inscrit à la Faculté de science politique de l'université de Florence, qu'il laissa rapidement pour celle de médecine à Rome.
Marié et diplômé il est réformé par l'armée mais part quand même comme volontaire pour la guerre d'Éthiopie (1935-1937) comme médecin.
Au retour, il est médecin assigné pour la municipalité de Rome, pour Fiumicino, et pour le quartier de Caffarelletta où il est confronté à la misère. Durant la Seconde Guerre mondiale, il participe à la résistance antifasciste.
Par la suite il exerce aussi dans les mines d'Ingurtosu, en Sardaigne.
En 1951, il part pour l'Iran en participant à un projet italien d'aide aux populations persanes et pendant plus de dix ans, il se consacre à l'assistance dans des villages des régions les plus reculées du pays en organisant entre autres un petit hôpital dans le Kurdistan, à Sericiabad, où il vit quelques années.
Par mandat de l'OMS, il part en mission au Congo juste après la guerre civile de 1961 et il y reste jusqu'en 1965-1966.
En 1966, il exerce en Algérie puis il retourne en Iran où il continue son œuvre de médecin et d'artiste jusqu'à la révolution de Khomeini en 1978.
Le documentaire From Tehran to Rome. A Journey through Art retraçant sa vie a été projeté à Téhéran dans la résidence de l'ambassadeur italien en 2022.

## Productions artistiques

### Écrits
Comme écrivain et poète, Vincenzo Bianchini a publié de nombreux ouvrages en italien et anglais :
- Medico di battaglione (Médecin de bataillon), récit, 1939, prix de l'Académie d'Italie
- Acqua dei diavolo (Eaux du diable), récit, 1964
- Pietre di Arande (Pierres d'Arande), poèmes, 1972
- Deserti al brado (Désert sauvage'), poèmes, 1972

Œuvres inédites
- Città deserta (Cité déserte)
- L'uomo e la sua casa (L'homme et sa maison)
- Onomatopeica dei sudore (Onomatopée de la sueur)
- Congo dell'apocalisse (Congo de l'apocalypse)
- Estasi (Extase), roman.

### Peintures
Expositions collectives
- Rome - Palais des Arts - 1938

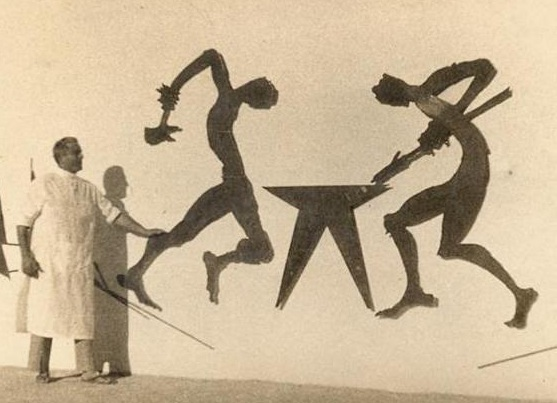
Bianchini en Algérie, 1960.

- Rome - Palais des Expositions - 1942
- Téhéran - Foire internationale - 1965
- Téhéran - Foire internationale - 1970
- Paris - Festival de L'Humanité - 1971

Expositions personnelles
- Téhéran - Institut franco-iranien - 1955
- Paris - Galerie Quentin Bochard - 1956
- Paris - Galerie Duncan - 1956
- Rome - Galerie La Marguttiana - 1958
- Milan - Galerie Montenapoleone - 1958
- Viterbo - Palais Santoro - 1958
- Téhéran - Université, Faculté d'Architecture - 1958
- Florence - Galerie Il Numero - 1959
- Téhéran - Institut italien de la Culture - 1960
- Londres - Christ Church Hall - 1961
- Coquilathville (Congo) - Atheneum - 1963
- Bari - Circle La Vela - 1965
- Shiraz - Université - 1967
- Abadan - Salon de l'Annexe - 1969
- Téhéran - Université, Faculté des Beaux-Arts - 1971
- Alger - Bibliothèque nationale - 1971
- Milan - Circolo De Amicis (1973)
- Milan - Centre d'Art européen - 1974
- Los Angeles - Ait Center Azari - 1982